# 沃洛德米里夫卡 (巴拉尼夫卡市鎮)
沃洛德米里夫卡（羅馬化：Volodymyrivka）是烏克蘭北部日托米爾州兹维亚赫尔区巴拉尼夫卡市镇的村落。始建於1936年，面積1.41平方公里，海拔高度224米，2001年人口119。